# イカール

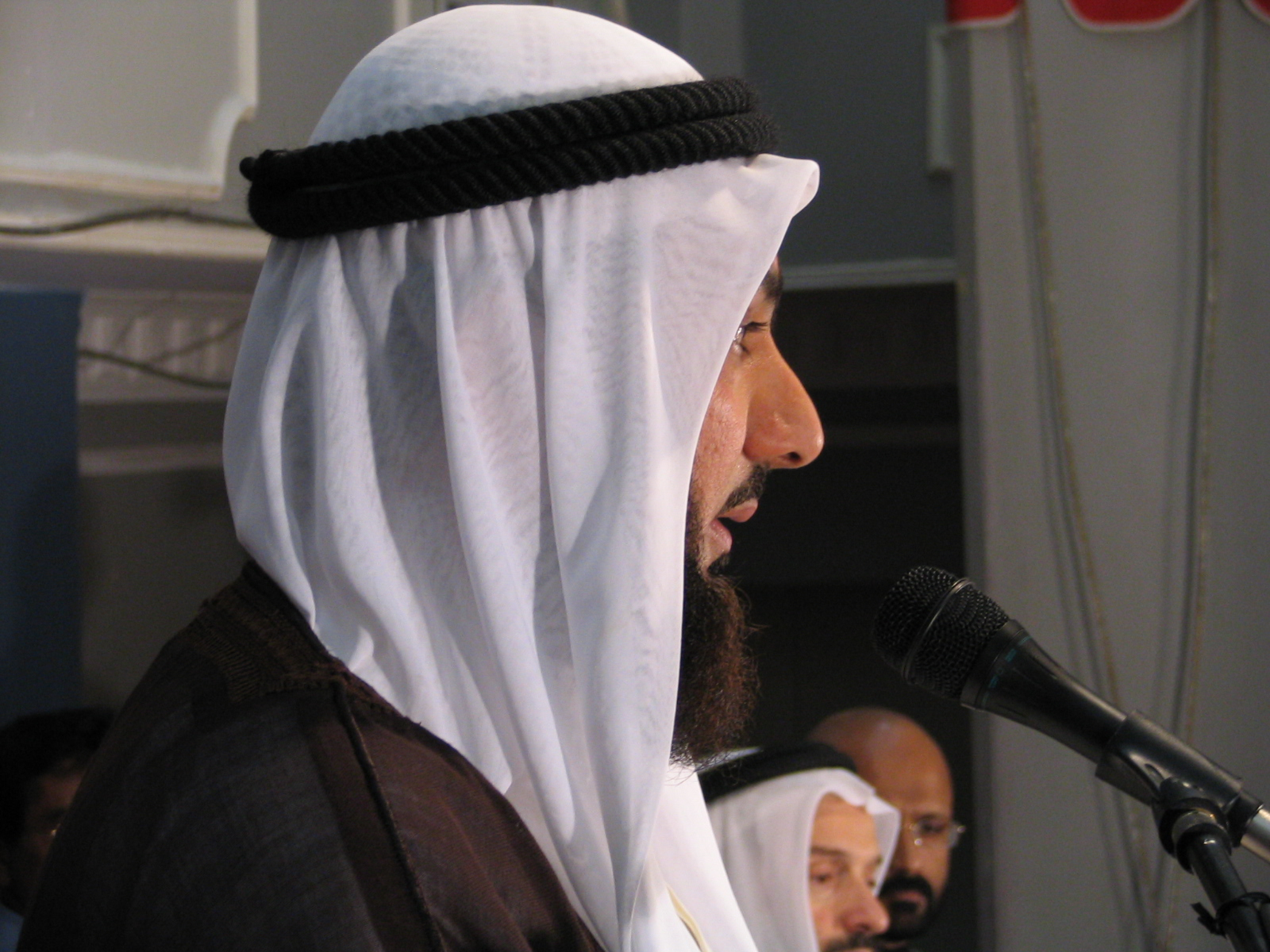
クーフィーヤにイカールを着けたバーレーン人男性

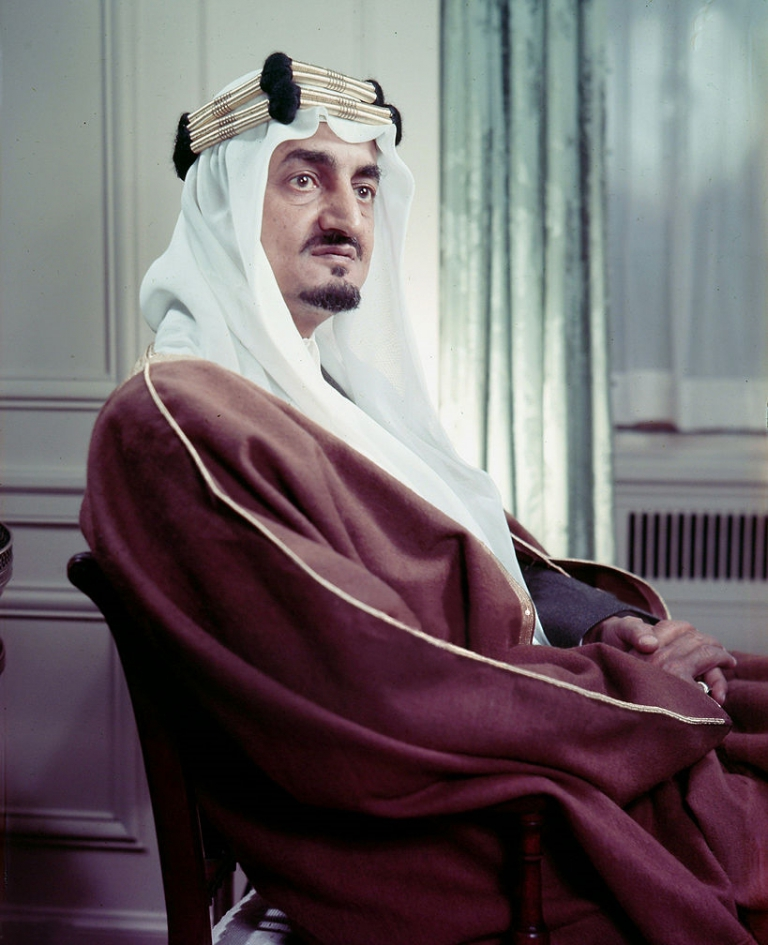
金糸を巻き付けたタイプのイカール・ムカッサブを着用するファイサル (サウジアラビア王)

イカール（アラビア語: عقال、‘iqāl）（口語発音はイガールが主流で日常生活ではイガールと読む人の方が圧倒的に多い。その他アガールといった口語発音もある。）は、アラブ人男性が頭に着用する装飾品である。頭にかぶる布を固定するのに使う。
イエメン、オマーンを除くアラビア半島（サウジアラビア、湾岸アラブ諸国）で広く流通。イラク、レヴァント地方（シリア・レバノン・ヨルダン・パレスチナ）でもベドウィン・部族民や農民を中心として着用されている。
アラビア半島でも農民や漁民といった定住民は着用する習慣が無いことが多い。
昔は色付きや白もあったが現代では黒が一般的。ロープを二重の輪にして装着する。大きさや太さ、好まれる素材は地域によって差が見られる。また地域によって後ろに垂れ下がる飾り紐（カルクーシャ）の有無が異なり、太さ・直径・素材・飾り紐の形状などからその人物の出身地をある程度推測することができる。
アラブ首長国連邦には二重にしない一重輪の古い形を持つヒザーム（アラビア語：خزام、口語発音はフザーム）も残っている。
金糸で巻いた多角形状のイカールはイカール・ムカッサブ（アラビア語：عقال مقصب、「金糸をほどこされたイカール」の意。）と呼ばれ、サウジアラビア王国初期の国王らが身につけていたことで有名。現在のアラビア半島では祝祭などの折にのみ用い一般の日常生活では使用はされていない。